# Aron Kifle
Aron Kifle Teklu (20 febbraio 1998) è un mezzofondista eritreo specializzato nei 5000 metri piani.

## Palmarès
| Anno | Manifestazione             | Sede           | Evento         | Risultato | Prestazione | Note                                   |
| ---- | -------------------------- | -------------- | -------------- | --------- | ----------- | -------------------------------------- |
| 2015 | Mondiali                   | Pechino        | 5000 m piani   | Batteria  | 13'25"85    |                                        |
| 2015 | Giochi panafricani         | Brazzaville    | 5000 m piani   | 8º        | 13'26"85    |                                        |
| 2016 | Mondiali juniores          | Bydgoszcz      | 5000 m piani   | 5º        | 13'31"09    |                                        |
| 2016 | Mondiali juniores          | Bydgoszcz      | 10000 m piani  | Argento   | 27'26"20    | Miglior prestazione nazionale under 20 |
| 2016 | Giochi olimpici            | Rio de Janeiro | 5000 m piani   | Batteria  | 13'29"45    |                                        |
| 2017 | Mondiali                   | Londra         | 5000 m piani   | 7º        | 13'36"91    |                                        |
| 2017 | Mondiali                   | Londra         | 10000 m piani  | 11º       | 27'09"92    | Miglior prestazione personale          |
| 2018 | Mondiali di mezza maratona | Valencia       | Individuale    | Bronzo    | 1h00'31"    |                                        |
| 2018 | Mondiali di mezza maratona | Valencia       | A squadre      | 4º        | 3h03'03"    |                                        |
| 2019 | Giochi panafricani         | Rabat          | 10000 m piani  | Argento   | 27'57"79    |                                        |
| 2019 | Mondiali                   | Doha           | 10000 m piani  | 15º       | 28'16"74    |                                        |
| 2021 | Giochi olimpici            | Tokyo          | 10000 m piani  | 12º       | 28'04"06    |                                        |
| 2024 | Mondiali di cross          | Belgrado       | Corsa seniores | 72º       | 31'21"      |                                        |
| 2024 | Mondiali di cross          | Belgrado       | A squadre      | 6º        | 113 p.      |                                        |
| 2024 | Giochi olimpici            | Parigi         | 5000 m piani   | Batteria  | 14'16"77    |                                        |

## Campionati nazionali
2017
- Oro ai campionati eritrei di corsa campestre - 30'41"

2018
- Oro ai campionati eritrei di mezza maratona - 1h01'08"

2021
- Oro ai campionati eritrei, 5000 m piani - 14'11"57

## Altre competizioni internazionali
2015
- Oro al Cross International de la Constitución ( Burgos) - 27'45"

2016
- Argento al Cross International de la Constitución ( Alcobendas) - 31'01"
- Oro al Cross International de la Constitución ( Burgos) - 27'59"

2017
- Oro al Cross International de la Constitución ( Alcobendas) - 29'22"
- Bronzo al Cross de Atapuerca ( Atapuerca) - 24'54"

2018
- 4º alla Mezza maratona di Delhi ( Nuova Delhi) - 59'51"

2019
- Bronzo al Bauhaus-Galan ( Stoccolma), 10000 m - 27'27"68
- 10º alla Mezza maratona di Valencia ( Valencia) - 1h00'25"

2022
- 5º al Campaccio ( San Giorgio su Legnano) - 28'59"

2023
- 8º al Memorial Van Damme ( Bruxelles), 10000 m piani - 30'23"33
- 11º al Cross Internacional de Soria ( Soria) - 26'13"

2025
- 4º alla Milano Marathon ( Milano) - 2h09'39"